# 仙台市立鶴谷中学校
仙台市立鶴谷中学校（せんだいしりつ つるがやちゅうがっこう）は、宮城県仙台市宮城野区鶴ケ谷五丁目にある公立中学校。通称は「鶴中」（つるちゅう）。
上記で述べたように本校の通称は「鶴中」（つるちゅう）であるが、近隣に位置する仙台市立鶴が丘中学校も同じく「鶴中」（つるちゅう）と呼ばれるため注意が必要である。とても活発な生徒が多く、明るい挨拶が見られる。また、この中学校が存在する地名は「鶴ヶ谷」だが、校名の正式名称は「鶴谷」である。

## 沿革
- 1973年（昭和48年）4月1日 - 仙台市立東仙台中学校より分離・開校
- 1986年（昭和61年）4月1日 - 仙台市立西山中学校が分離開校

## 学区
- 鶴谷、鶴谷東小学校学区

## 所在地
- 仙台市宮城野区鶴ヶ谷5丁目24

## 部活動
- 野球(男女)、サッカー(男女)、バスケットボール(男女)、ソフトテニス(男女)、バドミントン(女子)、バレーボール(女子)、吹奏楽、科学(男女)、美術(男女)
- 夏のみ、駅伝部がある。
- 水泳部、柔道部、陸上部